# Fauna Europaea
Fauna Europaea je podatkovna zbirka o taksonomiji večceličnih živali, prisotnih na ozemlju Evrope. Vključuje znanstvena imena približno 260.000 taksonov, od tega 145.000 vrst in podvrst, ki živijo v kopenskih in sladkovodnih habitatih Evrope. Podatke ureja mreža nekaj sto taksonomov, specialistov za posamezne skupine.
Projekt vzpostavitve vseevropske taksonomske zbirke je bil zagnan leta 2000 pod okriljem Univerze v Amsterdamu in s financiranjem Evropske komisije, od leta 2015 pa zbirko upravlja Prirodoslovni muzej v Berlinu. Zdaj predstavlja del standardne taksonomske hrbtenice (Panevropske infrastrukture za imenike vrst, PESI) za potrebe evropskih programov s področja varstva okolja, biotske raznovrstnosti ipd., kot zahteva mednarodna Konvencija o biotski raznovrstnosti. Prva različica je bila objavljena leta 2004.
Javno je dostopna v obliki istoimenskega spletnega portala.